# Trinidad és Tobago az 1988. évi nyári olimpiai játékokon
Trinidad és Tobago a dél-koreai Szöulban megrendezett 1988. évi nyári olimpiai játékok egyik részt vevő nemzete volt. Az országot az olimpián 3 sportágban 6 sportoló képviselte, akik érmet nem szereztek.

## Atlétika
Férfi
| Versenyző      | Versenyszám | Előfutam | Előfutam | Előfutam | Negyeddöntő | Negyeddöntő | Negyeddöntő | Elődöntő | Elődöntő | Elődöntő | Döntő   | Döntő    |
| Versenyző      | Versenyszám | Idő      | Hely.    | Össz.    | Idő         | Hely.       | Össz.       | Idő      | Hely.    | Össz.    | Idő     | Helyezés |
| -------------- | ----------- | -------- | -------- | -------- | ----------- | ----------- | ----------- | -------- | -------- | -------- | ------- | -------- |
| Ian Morris     | 400 m       | 45,84    | 1.       | 6.       | 44,70       | 1.          | 3.          | 44,60    | 2.       | 6.       | 44,95   | 7.       |
| Patrick Delice | 400 m       | 46,14    | 4.       | 14.      | 45,75       | 7.          | 22.         | kiesett  | kiesett  | kiesett  | kiesett | kiesett  |

Női
| Versenyző       | Versenyszám | Előfutam | Előfutam | Előfutam | Negyeddöntő | Negyeddöntő | Negyeddöntő | Elődöntő | Elődöntő | Elődöntő | Döntő   | Döntő    |
| Versenyző       | Versenyszám | Idő      | Hely.    | Össz.    | Idő         | Hely.       | Össz.       | Idő      | Hely.    | Össz.    | Idő     | Helyezés |
| --------------- | ----------- | -------- | -------- | -------- | ----------- | ----------- | ----------- | -------- | -------- | -------- | ------- | -------- |
| Angela Williams | 100 m       | 11,62    | 4.       | 31.      | 11,45       | 7.          | 25.         | kiesett  | kiesett  | kiesett  | kiesett | kiesett  |
| Angela Williams | 200 m       | 23,76    | 4.       | 30.      | 23,48       | 7.          | 24.         | kiesett  | kiesett  | kiesett  | kiesett | kiesett  |

## Kerékpározás

### Pálya-kerékpározás
Sprintversenyek
| Versenyző         | Versenyszám  | Selejtező | Selejtező | 1. forduló                                                        | 1. forduló | Vigaszág                                                                             | Vigaszág | 2. forduló                                           | 2. forduló | Vigaszág                  | Vigaszág | Negyeddöntő                        | 5–8. helyért                                                           | 5–8. helyért | Elődöntő             | Döntő                | Helyezés |
| Versenyző         | Versenyszám  | Idő       | Hely.     | Ellenfelek Győztes idő                                            | Hely.      | Ellenfelek Győztes idő                                                               | Hely.    | Ellenfelek Győztes idő                               | Hely.      | Ellenfél Győztes idő      | Hely.    | Ellenfél Győztes idő               | Ellenfelek Győztes idő                                                 | Hely.        | Ellenfél Győztes idő | Ellenfél Győztes idő | Helyezés |
| ----------------- | ------------ | --------- | --------- | ----------------------------------------------------------------- | ---------- | ------------------------------------------------------------------------------------ | -------- | ---------------------------------------------------- | ---------- | ------------------------- | -------- | ---------------------------------- | ---------------------------------------------------------------------- | ------------ | -------------------- | -------------------- | -------- |
| Maxwell Cheeseman | Férfi egyéni | 11,171    | 14.       | Nyikolaj Kovs (URS) · Li Fu-hsziang (Lee Fu-Hsiang) (TPE) · 11,26 | 3.         | Gustavo Faris (ARG) · Om Jongszop (Eom Yeong-Seop) (KOR) · José Moreno (ESP) · 12,11 | 1.       | Vratislav Šustr (TCH) · Andrea Faccini (ITA) · 11,13 | 2.         | Miva Hideki (JPN) · 11,31 | 1.       | Nyikolaj Kovs (URS) · 11,77; 11,05 | Vratislav Šustr (TCH) · Erik Schoefs (BEL) · Frank Weber (FRG) · 11,34 | 4.           |                      |                      | 8.       |

Időfutam
| Név         | Versenyszám  | Idő      | Helyezés |
| ----------- | ------------ | -------- | -------- |
| Gene Samuel | Férfi egyéni | 1:06,560 | 12.      |

Pontverseny
| Név         | Versenyszám | Selejtező | Selejtező  | Selejtező | Döntő | Döntő      | Döntő    |
| Név         | Versenyszám | Pont      | Körhátrány | Hely.     | Pont  | Körhátrány | Helyezés |
| ----------- | ----------- | --------- | ---------- | --------- | ----- | ---------- | -------- |
| Gene Samuel | Férfi       | 16        | 0          | 3.        | 10    | -3         | 15.      |

## Úszás
Női
| Versenyző           | Versenyszám | Előfutam | Előfutam | Előfutam | Döntő   | Döntő   | Döntő   | Helyezés |
| Versenyző           | Versenyszám | Idő      | Hely.    | Össz.    | Típus   | Idő     | Hely.   | Helyezés |
| ------------------- | ----------- | -------- | -------- | -------- | ------- | ------- | ------- | -------- |
| Karen Dieffenthaler | 50 m gyors  | 27,27    | 5.       | 28.      | kiesett | kiesett | kiesett | kiesett  |
| Karen Dieffenthaler | 100 m gyors | 58,64    | 3.       | 35.      | kiesett | kiesett | kiesett | kiesett  |
| Karen Dieffenthaler | 200 m gyors | 2:07,09  | 6.       | 31.      | kiesett | kiesett | kiesett | kiesett  |